# Толкачёв, Леонид Азарьевич
Леонид Азарьевич Толкачёв — советский хозяйственный, государственный и политический деятель.

## Биография
Родился в 1926 году в Москве. Член КПСС.
С 1948 года — на хозяйственной, общественной и политической работе. В 1948—1990 гг. — инженер, старший прораб на строительстве Камской ГЭС, начальник участка в управлении строительства «Ондагэсстрой», заместитель главного инженера УС «Саратовгэсстрой», заместитель начальника Главвостокгидроэнергостроя, главный инженер Управления строительства «Нарынгидроэнергострой», декан факультета в филиале Фрунзенского политехнического института.
Умер в Москве в 1998 году.